# Айх (Рейнланд-Пфальц)
Айх (нім. Eich) — громада в Німеччині, розташована в землі Рейнланд-Пфальц. Входить до складу району Альцай-Вормс. Центр об'єднання громад Айх.
Площа — 21,02 км2. Населення становить 3705 ос. (станом на 31 грудня 2020).

## Історія
Найдавніша згадка збереглася в Лоршському кодексі і датується 14-им роком правління короля Карла між жовтнем 781 та жовтнем 782 року
Приводом для неї стала пожертва Ванберта з Гайхінена (Айх).
Тоді Лоршському монастирю  було подаровано дві садиби з двома фермами, сімома луками і трьома кріпаками. 
Ще п'ять письмових документів зі згадкою про Айх містяться в Лоршському кодексі.

## Галерея

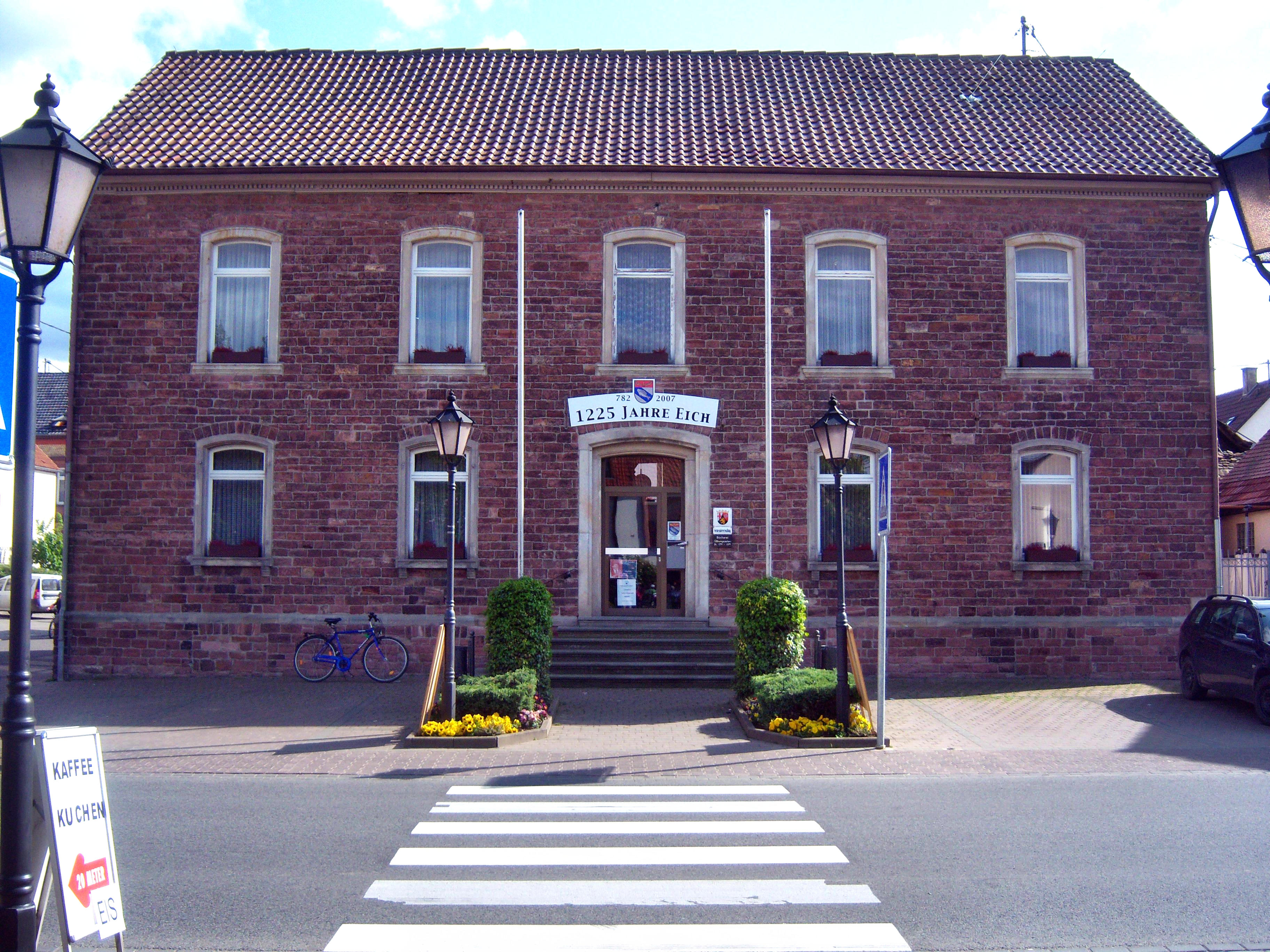
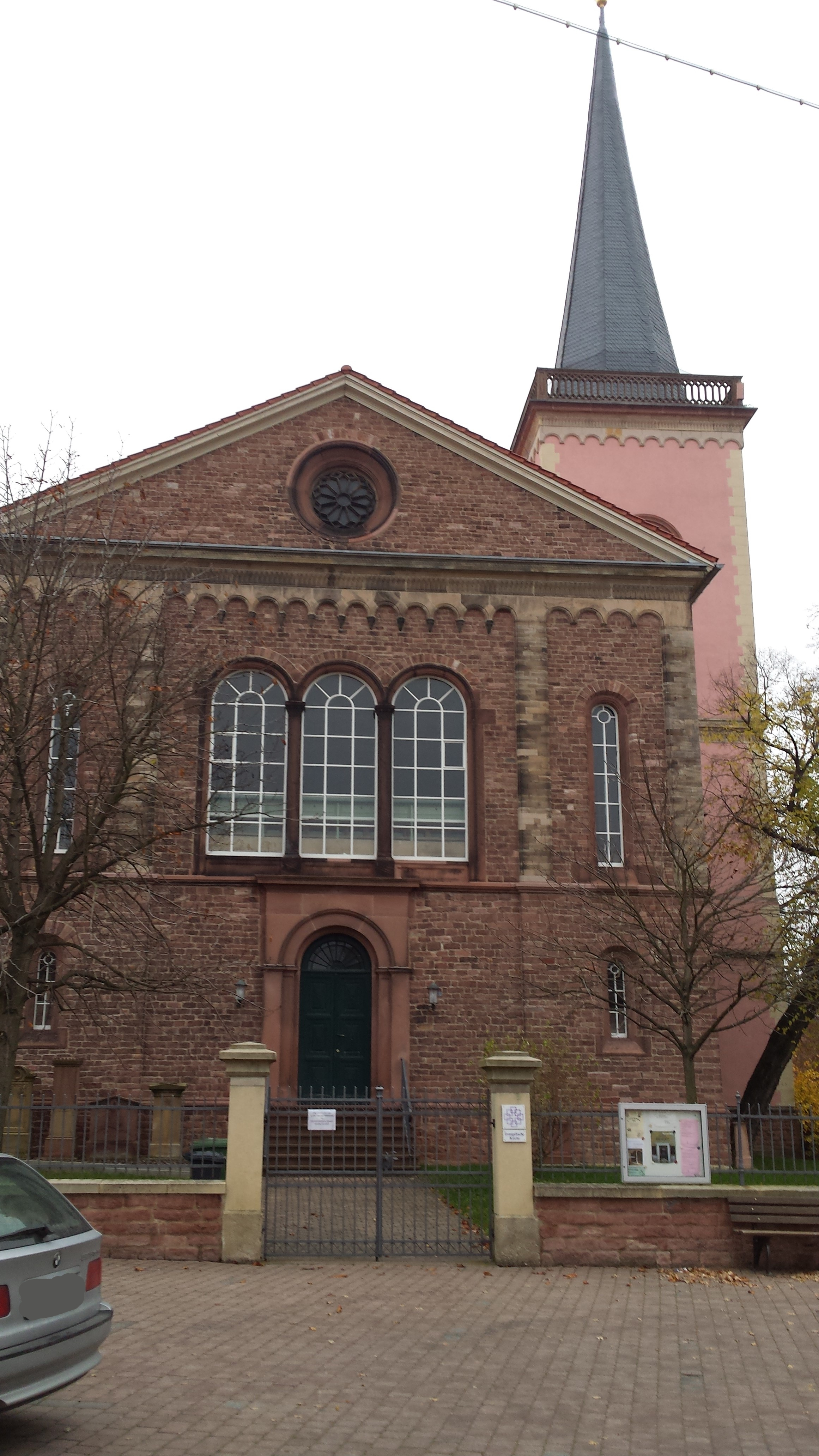
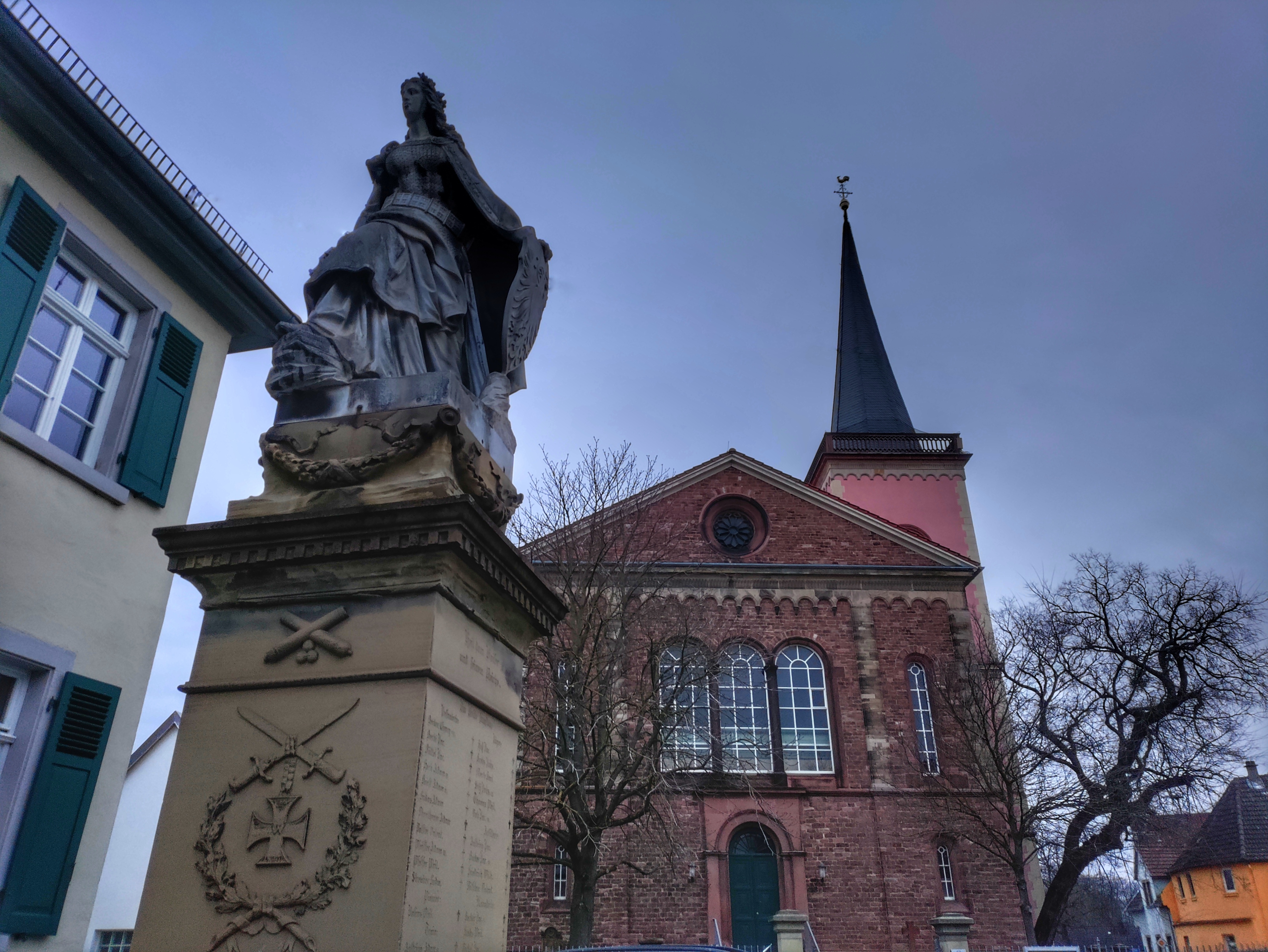